# Jurij Annenkov
Jurij Pavlovitj Annenkov, född 23 juli 1889, död 12 juli 1974, var rysk målare, grafiker, konstkritiker och författare.
Annenkov tillhörde avantgardistmålarna och var mellan 1911 och 1913 samt från 1925 bosatt Paris. Han var en tekniskt skicklig konstnär med en förkärlek för det groteska.